# Carla Barnett
Carla Natalie Barnett (Belize, 16 febbraio 1958) è un'economista e politica beliziana, Segretario generale della Comunità Caraibica dal 15 agosto 2021.

## Biografia
Nata il 16 febbraio 1958 a Belize, si è laureata in scienze sociali presso l'Università delle Indie occidentali e ha conseguito un master in economia presso la University of Western Ontario in Canada.
Senatrice e Ministro di Stato in Belize, nel 2021 è stata nominata Segretario generale della Comunità Caraibica, divenendo la prima donna a ricoprire la carica.